# Notomulciber celebensis
Notomulciber celebensis là một loài bọ cánh cứng trong họ Cerambycidae.